# منتخب نيجيريا تحت 23 سنة لكرة القدم
منتخب نيجيريا الأولمبي لكرة القدم هو أحد أقوى المنتخبات الأفريقية، يسيره اتحاد نيجيريا لكرة القدم، شارك المنتخب النيجيري الأولمبي 6 مرات في الألعاب الأولمبية، أولاها كانت في أولمبياد 1968، أما أفضل إنجازاته في الأولمبياد كانت فوزه بالميدالية الذهبية في أولمبياد 1996.

## الإنجازات والتتويجات

### الألعاب الأولمبية
- -  الميدالية الذهبية: 1996
  -  الفضية: 2008
  -  البرونزية: 2016

### كأس الإنتركونتينونتال
- 2008 كوالالمبور  ماليزيا :  الفوز بالميدالية الذهبية.

### دوري النيجر
- 2002  النيجر :  الفوز بالميدالية الذهبية.[1]

### دوري Tifoco
- 2003 :  الفوز بالمركز الثالث والميدالية البرونزية.[2]